# Клюська сільська рада
| Клюська сільська рада — адміністративно-територіальна одиниця та орган місцевого самоврядуванняу Турійському районі Волинської області з адміністративним центром у селі Клюськ. Сільській раді підпорядковані населені пункти: - с. Клюськ - с. Волиця - с. Гаруша - с. Тагачин |

## Склад ради
Рада складається з 16 депутатів та голови.

### Керівний склад ради
| ПІБ                           | Основні відомості                                                                | Дата обрання | Дата звільнення |
| ----------------------------- | -------------------------------------------------------------------------------- | ------------ | --------------- |
| Калінчак Ростислав Васильович | Сільський голова, 1959 року народження, освіта, член Української Народної Партії | 26.03.2006   | 31.10.2010      |
| Калінчак Ростислав Васильович | Сільський голова, 1959 року народження, освіта вища, безпартійний                | 31.10.2010   |                 |

Примітка: таблиця складена за даними джерела

## Загальні відомості
Історична дата утворення: в 1949 році. Водоймища на території, підпорядкованій даній раді: річка Турія, озера Клюське, Тагачинське.
В Клюській сільській раді працює 1 неповна середня школа, 2 клуби, 1 бібліотека, 2 медичних заклади, 1 відділення зв'язку, 1 АТС на 100 номерів, 6 торговельних закладів.[джерело?]

## Населення
Згідно з переписом УРСР 1989 року чисельність наявного населення сільської ради становила 1719 осіб, з яких 801 чоловік та 918 жінок.
За переписом населення України 2001 року в сільській раді мешкали 832 особи.

### Мова
Розподіл населення за рідною мовою за даними перепису 2001 року:
| Мова       | Відсоток |
| ---------- | -------- |
| українська | 99,16 %  |
| російська  | 0,72 %   |